# NCSM Kenogami
Le NCSM Kenogami est une corvette de classe Flower de la Marine royale canadienne pendant la Seconde Guerre mondiale.

## Histoire
La corvette sert principalement à des fonctions d'escorte de convoi pendant la bataille de l'Atlantique.
Le 12 avril 1941, le HMS Azalea et le NCSM Kenogami tirent un coup de feu par-dessus la proue du navire transport de troupes américain Siboney, à 320 milles marins (592,64 km) de Lisbonne. Après que l'équipage de l’Azalea interroge Wenzel Habel, le capitaine du navire non armé, le Siboney est autorisé à poursuivre sa route.
Après son arrivée à Halifax, le Kenogami sert brièvement dans la Force d'Halifax. En août 1941, il est affecté au Commandement de Terre-Neuve, où il travaille avec les groupes d'escorte 24N, N16 et N17.
Alors qu'il s'agit de son premier voyage transatlantique, le Kenogami prend part à la bataille du convoi SC 42, pendant laquelle le convoi perd un total de dix-huit navires marchands. Le 10 septembre 1941, le Kenogami, sous le commandement du lieutenant-commandant R. Jackson, sauve 34 survivants de l'équipage du navire marchand britannique Sally Mærsk, qui fut torpillé et coulé par le sous-marin allemand U-81 à 61 km du cap Farvel. Le lendemain, le Kenogami et le NCSM Moose Jaw sauvent 41 survivants de l'équipage du navire marchand britannique Berury, torpillé et coulé par l'U-207 à l'est du cap Farvel. Le Kenogami, plus tard le même jour, sauve 7 autres survivants de l'équipage du navire marchand britannique Stonepool, torpillé et coulé par l'U-207 à l'est du cap Farvel. Initialement, le Kenogami était censé faire demi-tour en Islande, mais à la suite de cette attaque, il escorte le convoi jusqu'au Royaume-Uni.
En février 1942, le Kenogami effectue sa première course Terre-Neuve-Londonderry, mais à son retour, il est transféré à la Western Local Escort Force (WLEF). Il reste avec la WLEF pendant son radoub jusqu'en octobre 1942 à Halifax, date à laquelle il est transféré au groupe d'escorte C-1 de la Mid-Ocean Escort Force (MOEF). Il reste avec le groupe C-1 jusqu'en juin 1943.
Le Kenogami participe à une autre bataille sévère lors du convoi ONS 154 à l'automne 1942, où le convoi perd quatorze navires. Le 30 octobre 1942, le Kenogami sous le commandement du lieutenant P.J.B. Cook, secourt 90 survivants de l'équipage du navire marchand britannique Barrwhin, torpillé et coulé la veille par l'U-436 au sud de l'Islande.
En mars 1943, le Kenogami escorte un convoi de Gibraltar. En mai de la même année, il est attaché au groupe d'escorte B-4 de la Royal Navy et protège le convoi ON 183 au départ de Londonderry. En avril 1944, le Kenogami est transféré au groupe W-4. Il revient au Canada en juin 1944 pour un carénage à Liverpool (Nouvelle-Écosse) et en décembre rejoint le groupe d'escorte WLEF W-8. Il reste dans ce groupe jusqu'à la fin de la Seconde Guerre mondiale.
Le Kenogami est désarmé le 9 juillet 1945 à Sydney. Il est démoli en janvier 1950 à Hamilton.